# Thaumatococcus daniellii

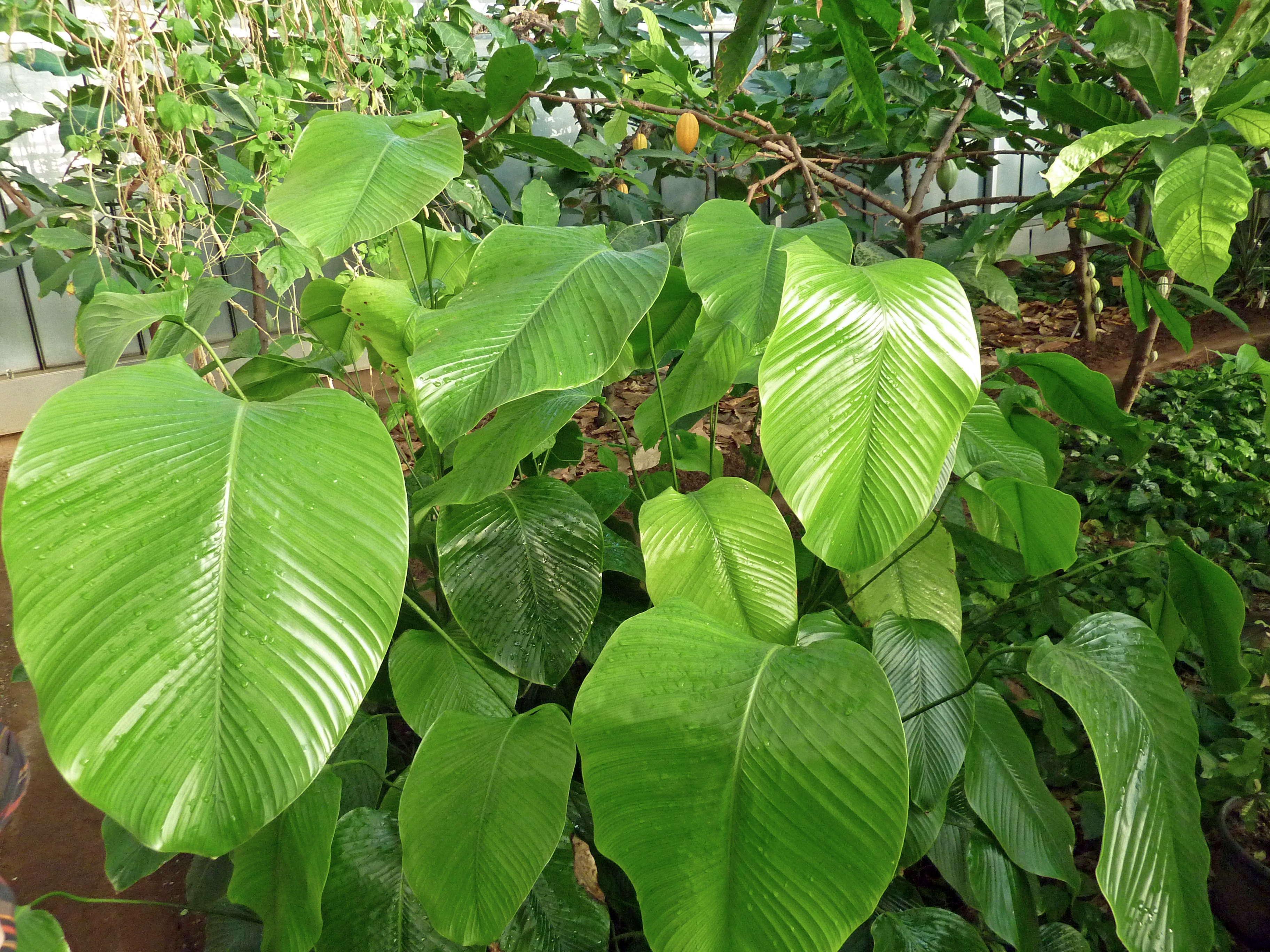
Thaumatococcus daniellii w szklarni Deutsches Institut für tropische und subtropische Landwirtschaft w Witzenhausen

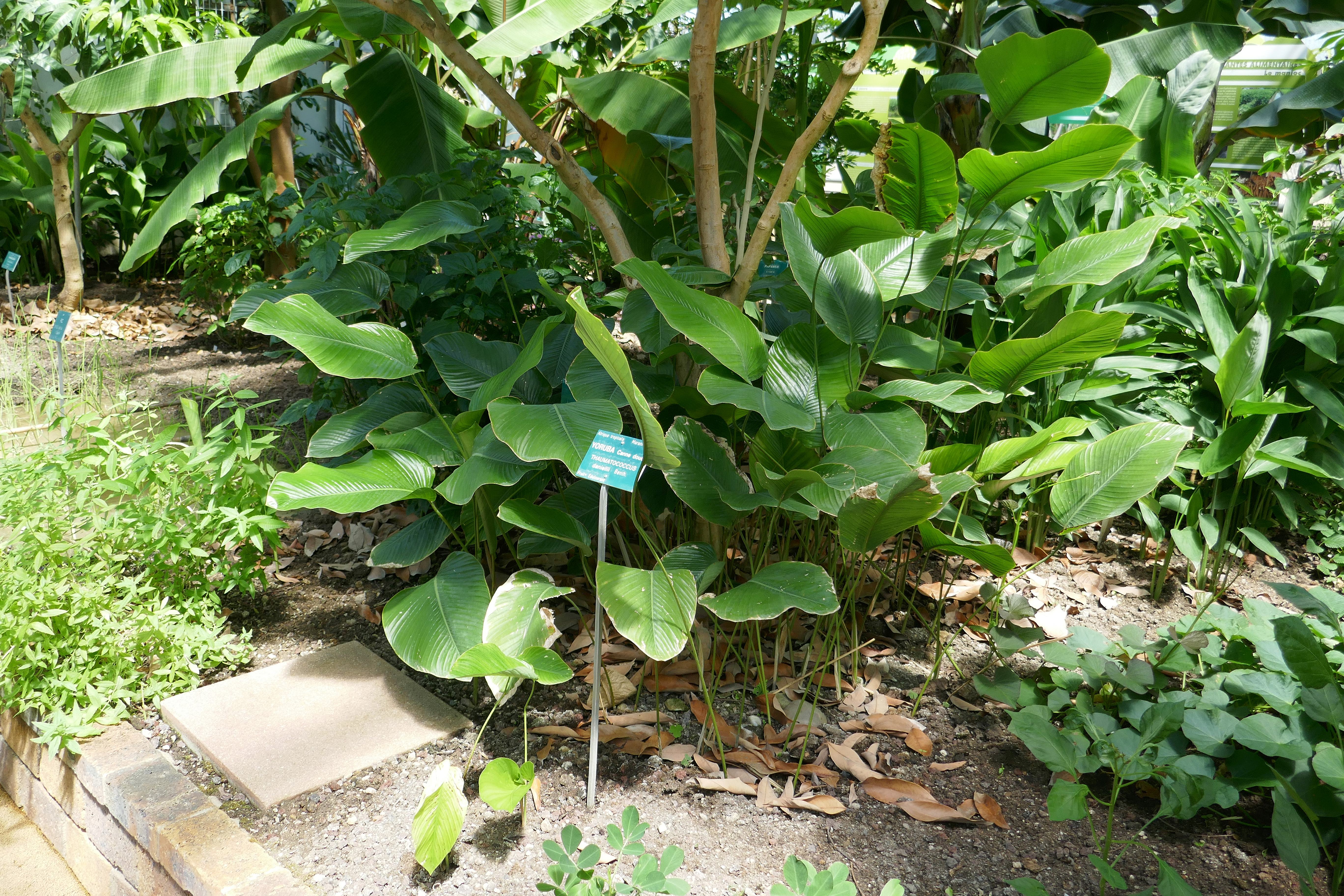
Thaumatococcus daniellii w szklarni ogrodu botanicznego Jean-Marie Pelt w Villers-lès-Nancy

Thaumatococcus daniellii (Benn.) Benth. ex Eichler − gatunek rośliny z rodziny marantowatych. Występuje w Afryce Zachodniej i północno-zachodniej Afryce Środkowej. Z jej owoców pozyskuje się taumatynę, najsłodszą substancję pochodzenia naturalnego znaną człowiekowi. Stanowi bogate źródło związków fitochemicznych aktywnych biologicznie i jest wykorzystywana leczniczo. Ogonki liściowe tej rośliny wykorzystuje się w tkactwie, a liście jako materiał na strzechy. Są one również powszechnie stosowane jako materiał do pakowania żywności.

## Zasięg geograficzny
Zasięg występowania gatunku ciągnie się od Liberii przez Gwineę, Sierra Leone, Wybrzeże Kości Słoniowej, Burkinę Faso, Ghanę, Togo, Nigerię, Kamerun i Republikę Środkowoafrykańską do zachodnich krańców pasma Ruwenzori w Demokratycznej Republice Konga na wschodzie oraz od rzeki Benue w Nigerii przez Kamerun, Gwineę Równikową, Gabon i Kongo do eksklawy Kabinda i dolnej Katangi na południu. Roślina występuje też na wyspach Zatoki Gwinejskiej oraz została introdukowana do Azji, na Wyspy Książęce, do Malajów, Singapuru i Indonezji, oraz do Australii.

## Morfologia
PokrójWieloletnia roślina zielna, tworząca kępy, osiągająca wysokość 3,5 metra (4 metry).
PędySmukłe, pełzające, czasami rozwidlone kłącze.
LiścieLiście odziomkowe wyrastają z kłącza pojedynczo z każdego węzła. U dorosłych roślin obecnych jest nawet 30 liści w różnych stadiach rozwoju. Pochwa liściowa o długości do 20 cm, naga. Ogonek liściowy długości do 3 metrów, zielony, nagi. Poduszeczka liściowa długości 10 cm, naga. Blaszka liściowa jajowato-eliptyczna, zaokrąglona, ścięta u nasady, o wymiarach do 46×30 cm, z krótkim, szerokim wierzchołkiem, po obu stronach jasnozielona, z wyraźnymi, równoległymi żyłkami bocznymi.
KwiatyKwiaty wyrastają w parach, zebranych po 5–6 w kłosy, proste lub rozgałęzione, długości około 10 cm, wyrastające tuż nad ziemią u nasady ogonków liściowych. Szypuła do 10 cm wysokości. Osie kwiatostanu brązowe, omszone. Kwiatostan i każde jego odgałęzienie z 2–4 podsadkami. Każda para kwiatów wsparta jest podsadką o długości ok. 2,2 cm. Szypułki o długości 0,5 mm i 1 mm, nagie z jedną, brązową przysadką wielkości 1,5×0,9 mm. Listki okwiatu bladofioletowe, długości podsadek. Listki zewnętrznego okółka szeroko równowąskie, długości 1 cm. Listki wewnętrznego okółka podługowate, długości 2,5 cm, zrośnięte na długości około 1,5 cm. Zewnętrzne prątniczki zwykle nieobecne. Guzowaty prątniczek długości około 25 mm. Kapturowaty prątniczek długości około 25 mm. Jeden pręcik z pojedynczym pylnikiem, długości około 3 mm. Zalążnia zbudowana z trzech owocolistków, funkcjonalnie jednokomorowa, z jednym, anatropowym zalążkiem, omszona. Szyjka słupka długości około 3 cm.
OwoceOwocostan składa się zwykle z 3–4 jagodopodobnych owoców, które dojrzewają na poziomie gruntu lub w nim zagłębione. Owoce ostrosłupowate lub trójgraniaste, o grubym, skórzastym egzokarpie, średnicy do 3 cm, w kolorze od ciemnozielonego, przez brązowy do karmazynowego lub jaskrawoczerwonego, gdy są w pełni dojrzałe. Każdy owoc zawiera 2–3 błyszczące, czarne i twarde nasiona, które otoczone są przez lepką, cienką, przezroczystą osnówkę, która przez niektórych autorów uznawana jest za przekształcony z osnówki, śluzowaty endokarp owocu.

## Biologia i ekologia
RozwójZasadniczo roślina kwitnie raz w roku, jednak w sprzyjających warunkach może zakwitnąć powtórnie. Szczyt kwitnienia przypada na okres od lipca do końca października, po którym pojawiają się owoce dojrzewające od stycznia do połowy kwietnia. Po dojrzeniu owoców obumiera liść, z kąta którego wyrasta szypuła. Badania biologii rozmnażania tej rośliny potwierdziły alogamiczny sposób rozmnażania. Zaobserwowano, że w zapylaniu jej kwiatów biorą udział ptaki (nektarnik oliwkowy) oraz mszycowate z rodzaju Aphis. Roślina rozmnaża się również wegetatywnie.
SiedliskoRośnie w runie gorących, wilgotnych lasów równikowych, na nizinach i w strefie przybrzeżnej Afryki Zachodniej, tworząc rozległe i gęste kolonie. Większość opisów stanowisk tego gatunku wskazuje na zacienione warunki lasów wtórnych lub wieloletnich upraw plantacyjnych, w tym kakaowca i koli. Roślina preferuje nisko położone, płaskie obszary z wilgotnymi, ale dobrze przepuszczalnymi i kwaśnymi glebami. Na obszarze występowania jest rozpowszechniona na wysokościach poniżej 800 m n.p.m., na klasycznych dla obszaru klimatu równikowego silnie zwietrzałych glebach ferralitowych. W Australii gatunek naturalizował się na obrzeżach tropikalnego lasu deszczowego na północy kontynentu.
Interakcje międzygatunkoweRoślina jest składnikiem diety goryli zachodnich.
Cechy fitochemiczneRośliny z tego gatunku są obfitym źródłem związków fitochemicznych aktywnych biologicznie. Ilościowe analizy fitochemiczne ekstraktów z owoców, liści i kłączy wykazały obecność  dużych ilości alkaloidów, garbników, saponin, flawonoidów, flobafenów, antrachinonów, fitynianów, fenoli, steroidów i terpenoidów.
W osnówce nasion obecne jest białko taumatyna, będące jednym z najsłodszych związków znanych człowiekowi – około 100 000 razy słodszym od cukru w przeliczeniu na mol i 3000 razy słodszym, jeśli chodzi o masę. Uważana jest za najsłodszą substancję słodzącą pochodzenia naturalnego w przemyśle spożywczym i została ujęta jako najsłodsza substancja w Księdze rekordów Guinnessa. W dojrzałych owocach zawartość taumatyny w osnówce osiąga od 50 mg/g do 60 mg/g. Osnówki nasion zawierają oprócz taumatyny proteazę cysteinową zwaną taumatopainą o właściwościach zbliżonych do papainy, L-arabinozę, D-ksylozę, kwas D-glukuronowy i kwas 4-O-metylo-D-glukuronowy, pentozę i kwas uronowy.
Owocnia i nasiona cechują się wysoką zawartością kwasu fitynowego, garbników, saponin, polifenoli i olejków eterycznych, z których najwyższy procent stanowią cyklopropan, nonylo-5-tetradekan i 7-tetradekan. W owocach wykryto również obecność proantocyjanidyny.
Nasiona zawierają kwas oleinowy, kwas palmitynowy, kwas linolowy i kwas stearynowy.
Ogonki liściowe, kwiaty i owoce zawierają pochodne flawanoli i flawonów. W kwiatach obecne są antocyjany, będące pochodnymi delfinidyny, cyjanidyny i pelargonidyny oraz glikozydy flawonoidów, w tym  kemferolu.
W liściach obecne są alkaloidy, garbniki, saponiny, flawonoidy, steroidy (sitosterol), terpenoidy, antrachinony, kardenolidy, glikozydy, kwas askorbinowy i kwas palmitynowy. W olejku eterycznym z liści obecne są między innymi kwas oleinowy, geranylogeraniol, skwalen i tetrakontan.
Kłącza i liście zawierają również lunamarynę, rybalinidynę, kemferol, rutynę, katechinę, epikatechinę, antocyjany i sparteinę.
GenetykaLiczba chromosomów 2n wynosi 20.

## Systematyka
Pozycja systematycznaGatunek należący do rodzaju Thaumatococcus z rodziny marantowatych (Marantaceae).
Odmiany botaniczne
- Thaumatococcus daniellii var. daniellii
- Thaumatococcus daniellii var. puberulifolius Dhetchuvi & Diafouka

## Nazewnictwo
Etymologia nazwy naukowejNazwa naukowa rodzaju pochodzi od greckich słów θαύμα (thauma – cud) i κόκκος (kokkos – jagoda). Epitet gatunkowy honoruje brytyjskiego botanika i chirurga Williama Daniella, który w 1848 roku sprowadził roślinę do Kew Gardens.
Nazwy zwyczajowe w języku polskimGatunek nie jest ujęty w polskich słownikach nazw zwyczajowych roślin.
Nazwy zwyczajowe w językach obcychW języku angielskim roślina z tego gatunku nazywa się Sweet Prayer Plant, African Serendipity Plant, Miracle Fruit, Miraculous Berry lub Yoruba Soft Cane Fruit. W języku francuskim roślina ta nosi nazwę Fruit Miraculeux. Jest ona znana również pod nazwami zwyczajowymi z obszaru naturalnego występowania: katemfe (Sierra Leone), nzilizili (Demokratyczna Republika Konga), adundunmitan, ewe eran i ewe moi-moi (Nigeria). W języku igala ludu Igala i języku ibibio ludu Ibibio roślina nazywana jest iwee i mfang aya.

## Zastosowanie użytkowe

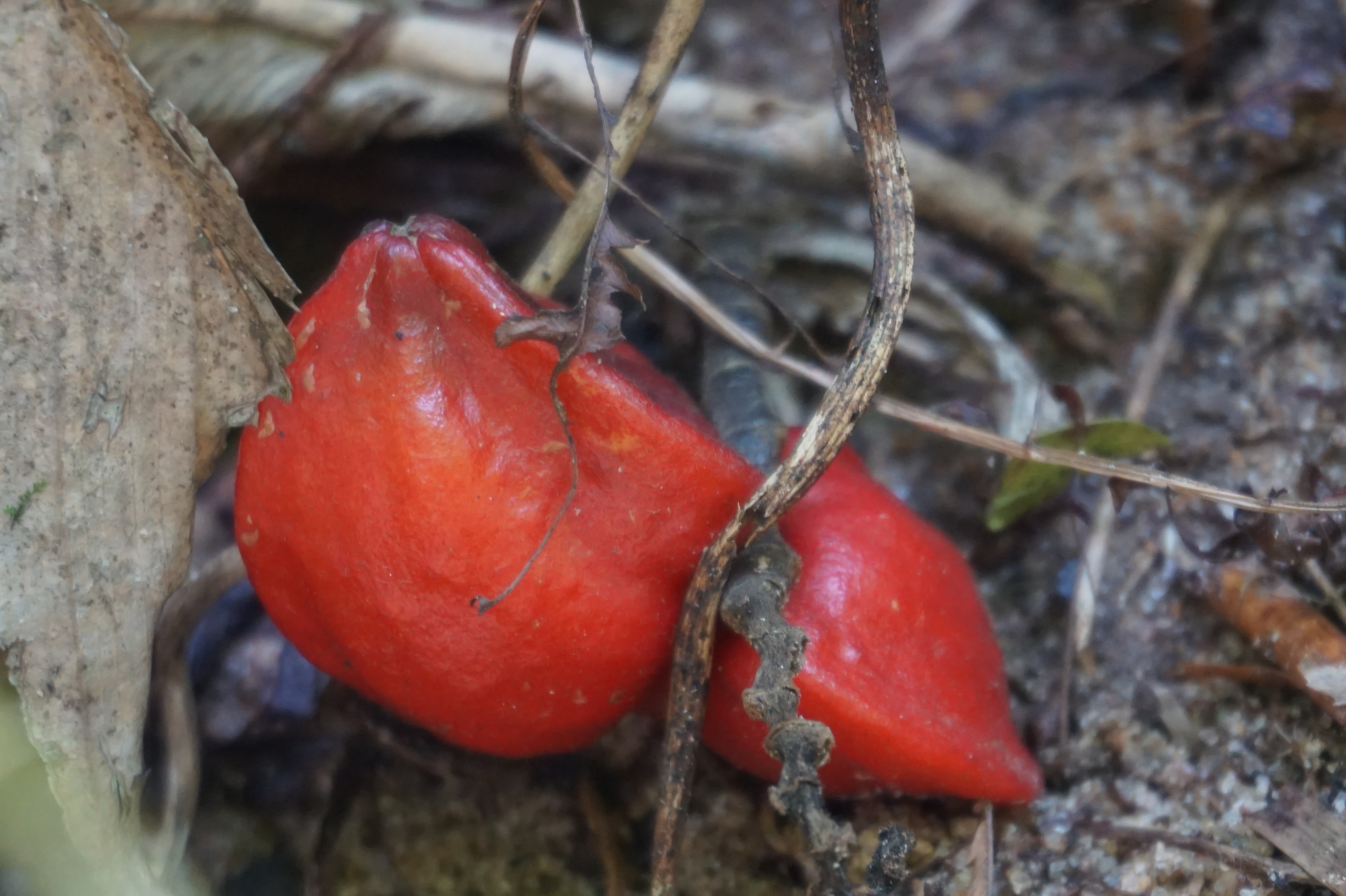
Owoce Thaumatococcus daniellii

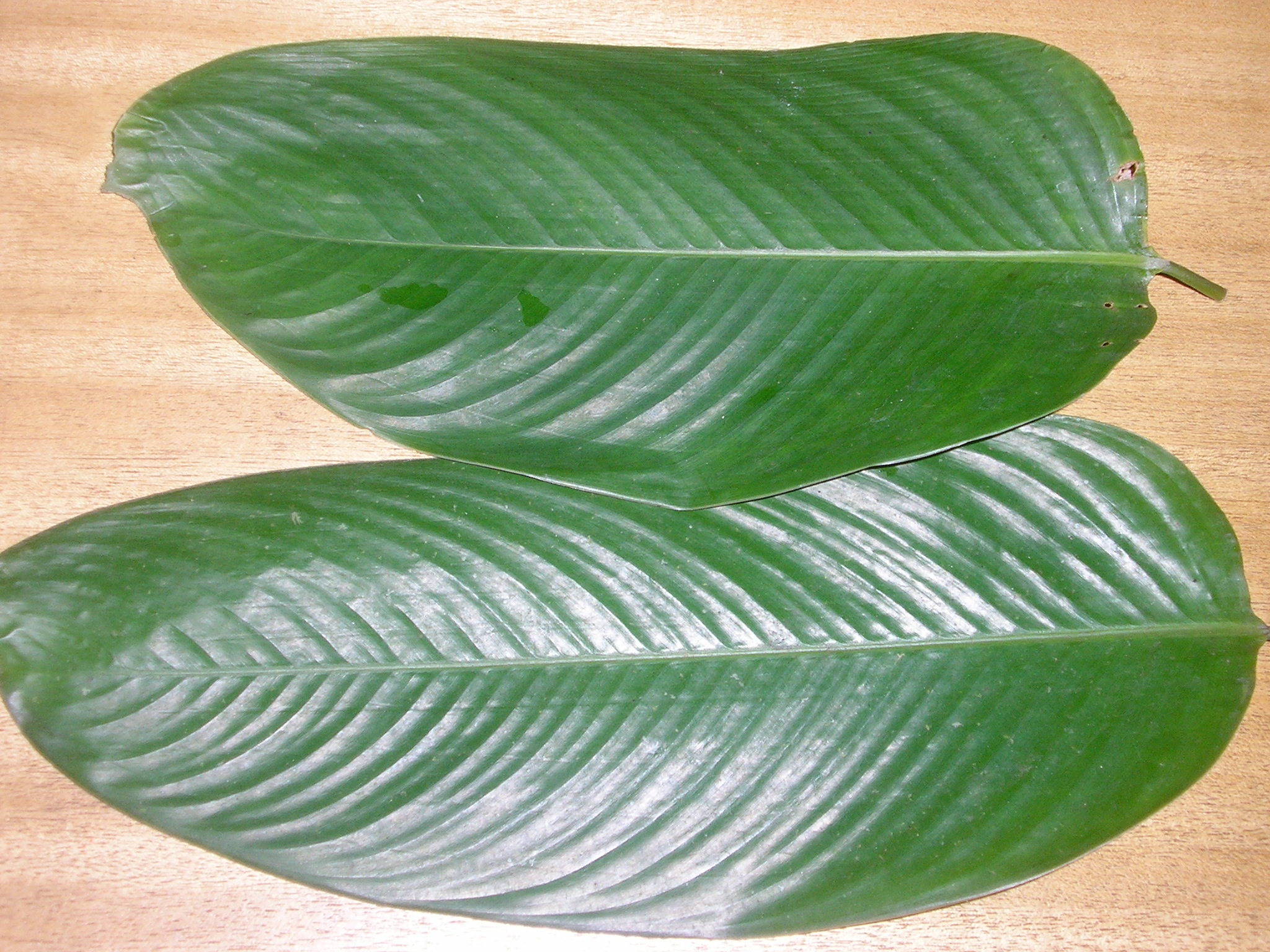
Liście Thaumatococcus daniellii

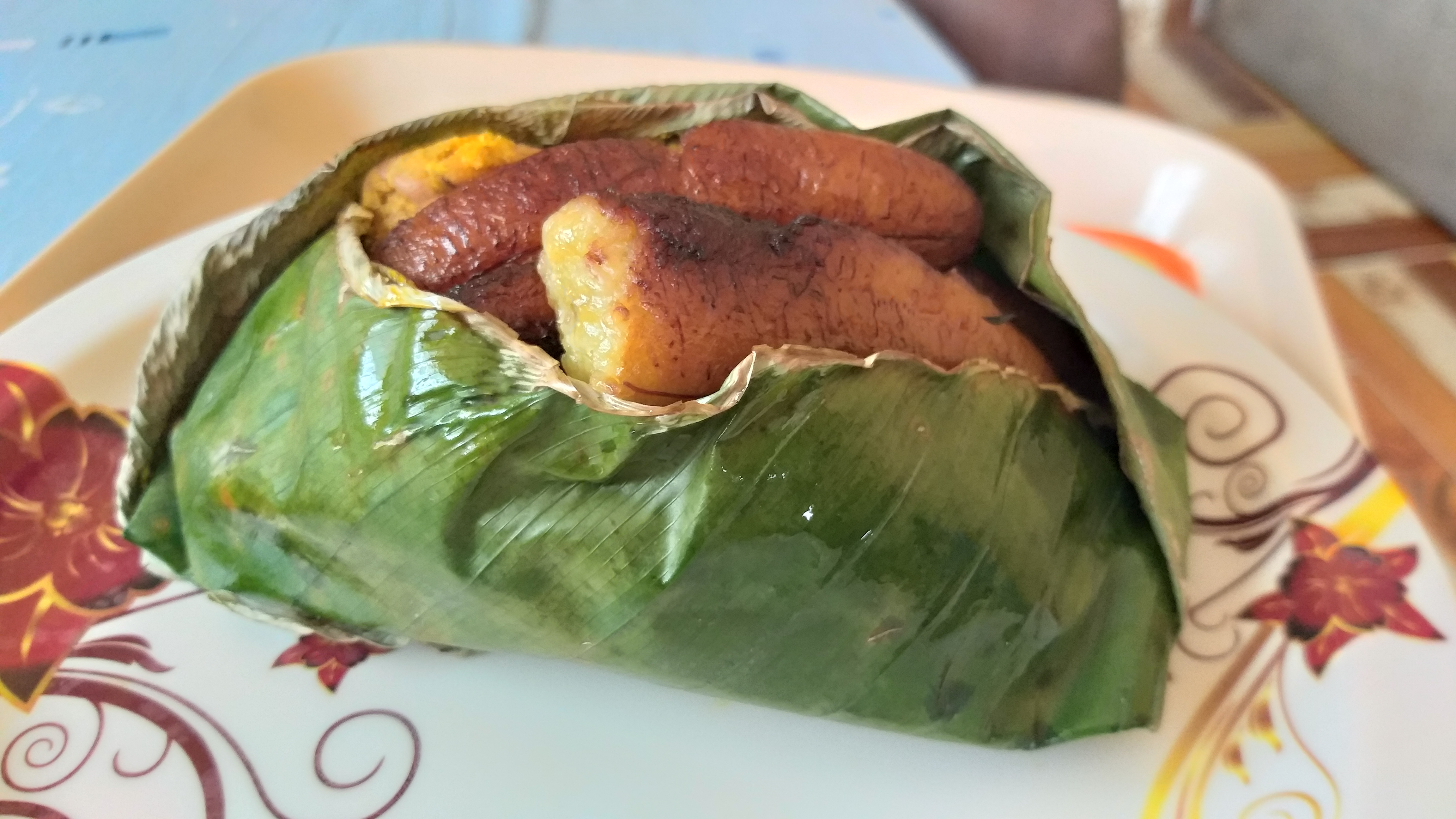
Potrawa red red ugotowana w liściu Thaumatococcus daniellii

Rośliny leczniczeOwoce i liście mają działanie przeczyszczające i stosowane są w zaburzeniach pracy wątroby. Wywarowi z kłączy przypisuje się działanie uspokajające i stosowany jest w niektórych zaburzeniach psychicznych. W Wybrzeżu Kości Słoniowej i w Kongo owoce wykorzystuje się w medycynie ludowej jako środek przeczyszczający, a nasiona jako środek wymiotny i na problemy płucne. Liście i korzenie są stosowane jako środki uspokajające i lecznicze w zaburzeniach psychicznych. Sok z liści jest również stosowany jako antidotum na jady, użądlenia i ukąszenia. W Demokratycznej Republice Konga kłącze i owoce podawane są kobietom rodzącym w przypadku dystocji barkowej i powikłań porodowych. Roślina wykorzystywana jest również w tradycyjnym leczeniu hiperglikemii i cukrzycy.
Badania na szczurach aktywności biochemicznej etanolowego ekstraktu z liści wykazały, że jego przyjmowanie doustne zwiększa aktywność narządowej dysmutazy ponadtlenkowej, zredukowanego glutationu w nerkach i stężenie lipoproteiny o wysokiej gęstości (HDL) w osoczu, jednocześnie zmniejszając aktywność transaminazy alaninowej i stężenia cholesterolu w osoczu oraz bilirubiny i dialdehydu malonowego w narządach. Etanolowy ekstrakt z liści tej rośliny ma więc działanie przeciwutleniające, zmniejszające lipidemię i hepatoprotekcyjne. Ekstrakt fenolowy z liści powodował znaczącą, zależną od dawki, chelatację żelaza, peroksydację lipidów, hamował wytwarzanie dialdehydu malonowego. Wodny ekstrakt z liści w dawce 100 mg/kg zwiększał poziom przeciwutleniaczy u szczurów z cukrzycą wywołaną streptozotocyną. Zaobserwowano znaczny wzrost aktywności GSH, SOD i katalazy u zwierząt leczonych ekstraktem. Ekstrakty roślinne poprawiają więc działanie antyoksydacyjne i łagodzą stres oksydacyjny. Ekstrakty etanolowe z liści indukowały zależne od dawki hamowanie α-amylazy. Zaobserwowano także zwiększony wychwyt glukozy w komórkach drożdży oraz lepszą od troloksu zdolność hamowania glikacji hemoglobiny. Podanie ekstraktu w dawkach 250 i 500 mg/kg masy ciała powodowało też istotny, zależny od dawki spadek glikemii u chorych na cukrzycę w porównaniu z grupą kontrolną. Leczenie ekstraktem etanolowym z liści (200 i 400 mg/kg) spowodowało znaczne zmniejszenie glikemii na czczo i stężenia hemoglobiny glikowanej oraz obserwowalny wzrost stężenia amylazy w surowicy zwierząt chorych na cukrzycę. Ekstrakty z rośliny wykazują więc działanie przeciwcukrzycowe i przeciwhiperglikemiczne.
Olejek eteryczny z liści tej rośliny znacząco i w sposób zależny od dawki zmniejsza ilość rodników DPPH. Zaobserwowana aktywność była wyższa niż butylowanego hydroksyanizolu, butylowanego hydroksytoluenu, witaminy C i witaminy E. Ponadto olejek eteryczny wykazał zależną od dawki aktywność usuwania tlenku azotu, wyższą niż witamin C i E.
Ekstrakty z liści wykazały w badaniach działanie hamujące rozwój grzybów. Zaobserwowano, że najsilniejszą aktywność wykazywał ekstrakt etanolowy. Ponadto ekstrakty etanolowe i acetonowe wykazywały najniższe minimalne stężenie hamujące. Ekstrakty wodne i heksanowe były dość nieskuteczne.
Ekstrakt etanolowy z liści ma silne działanie przeciw bakteriom gronkowca złocistego, laseczki siennej, Streptococcus pyogenes, Shigella dysenteriae, Campylobacter jejuni i Salmonella typhi, porównywalne z działaniem cyprofloksacyny.
Rośliny spożywczeZ osnówki nasion pozyskuje się taumatynę, substancję słodzącą ok. 2000 do 3000 razy słodszą od sacharozy. Oprócz słodkiego smaku, białko to wzmacnia niektóre smaki, maskując inne. Żucie surowych nasion wpływa na kubki smakowe tak, że przez około godzinę wszelkie kwaśne pokarmy wydają się mieć słodki smak; utrzymujący się posmak „słodzi” również gorzkie lub kwaśne smaki.
W zachodniej Afryce osnówki są tradycyjnie używane do osładzania pieczywa, nadmiernie sfermentowanego wina palmowego, kwaśnych deserów owocowych i kwaśnych potraw. Osnówek używa się również do słodzenia potraw, takich jak garri (sfermentowana mąka z manioku, zwykle smażona na oleju palmowym), pap (owsianka z mąki kukurydzianej) i herbaty.
Pierwszym Europejczykiem, który odkrył i opisał właściwości słodzące rośliny, był brytyjski botanik i chirurg William Freeman Daniell, który w 1848 roku sprowadził ją do Kew Gardens. Gatunek został nazwany jego imieniem  w 1855 roku przez Johna Josepha Benetta (pod nazwą Phrynium daniellii). Po śmierci Daniella w 1865 roku badania właściwości tej rośliny zostały porzucone i powrócono do nich dopiero w latach 70. XX wieku, kiedy to zidentyfikowano taumatynę jako białko o właściwościach słodzących. Od lat 90. XX wieku taumatyna stosowana jest jako słodzik i wzmacniacz smaku w przemyśle spożywczym i cukierniczym w wielu krajach, zastępując syntetyczne słodziki. Stosowana jest jako słodzik lub modyfikator smaku w napojach, deserach, gumach do żucia i karmach dla zwierząt domowych. Taumatyna została dopuszczona do stosowania jako dodatek do żywności w Unii Europejskiej, pod numerem E957, i wielu innych krajach na całym świecie. Jest substancją bezpieczną dla zdrowia i jedyną substancją intensywnie słodzącą dopuszczoną w Polsce, która nie wymaga ustalenia poziomu tolerancji oraz dla której nie ma określonego dopuszczalnego dziennego poziomu spożycia.
Na przełomie XX i XXI wieku polscy naukowcy ze Szkoły Głównej Gospodarstwa Wiejskiego w Warszawie wytworzyli z wykorzystaniem cDNA tauryny pochodzącego z tej rośliny genetycznie modyfikowane linie ogórków i pomidorów, o słodszych owocach.
Liście są szeroko wykorzystywane w Ghanie i Nigerii do zawijania ryżu, yam (bulw pochrzynu), fasoli, kenkey (sfermentowanego ciasta z mąki kukurydzianej), owoców plantanu i moi moi w czasie gotowania.
W Nigerii liście dodawane są do karmy kóz.
Rośliny włóknisteOgonki liściowe służą do tkania mat, fantazyjnych toreb, kapci, pułapek na ryby i koszy oraz jako narzędzia i materiały budowlane. Liście wykorzystuje się jako materiał na strzechy do krycia dachów. Są one również powszechnie stosowane jako materiał do pakowania żywności, mydła i soli.
Rośliny magiczneW Gabonie roślinę uprawia się na wsiach jako fetysz.
Inne zastosowaniaBadania ekstraktów z rośliny wykazały potencjał do pozyskiwania z nich bio-półprzewodników.

## Uprawa
Uprawa rośliny możliwa jest w warunkach klimatu tropikalnego. Najlepiej rośnie na obszarach, gdzie roczne temperatury w ciągu dnia mieszczą się w zakresie 21–30 °C, ale toleruje wahania w przedziale 15–35 °C. Preferuje średnie roczne opady w przedziale 1700–2300 mm, ale toleruje 1300–2700 mm. Preferuje stanowiska zacienione, dobrze przepuszczalną glebę gliniastą o pH w zakresie 4,5–5 (przy czym toleruje pH = 4,3–7). Pierwsze kwitnienie rozpoczyna się 3 miesiące po posadzeniu, ale jest bardziej obfite po około 1 roku. Owoce rozwijają się tylko na roślinach, które mają 2 lata lub są starsze. Owoce dojrzewają po 13 tygodniach.